# Vítek (román)
Vítek, známý v německém originále jako Witiko, je rozsáhlé třídílné historické dílo od Adalberta Stiftera. Jeho vydání probíhalo v letech 1865 až 1867, což představuje pozdní období autorova života. Děj románu sleduje cestu mladého šlechtice Vítka Pošumavím v kontextu historických událostí, které se odehrávají v regionu dnešních jižních Čech a sousedních německých oblastí ve 12. století, zejména během začátků vlády Vladislava II. Stifter sám poznamenal, že téma spojené s tímto historickým obdobím je tak rozsáhlé, že kdyby se rozhodl zveřejnit všechny informace a příběhy, které se do konečné verze románu nevměstnaly, výsledkem by mohlo být až osm svazků.

## Struktura a styl
Román je rozdělen do tří dílů, přičemž každý z nich se skládá ze tří až čtyř kapitol. Stifter ve svém textu využívá archaické jazykové prvky, což se projevuje například v jeho konzistentním používání termínů „ranní“, „poledne“, „večer“ a „půlnoc“ pro označení světových stran, nebo v přednostním využívání germánských názvů měsíců, jako je „Heumond“ namísto července.
Dílo se vyznačuje epickým rozsahem, s nímž jsou podávány ceremoniální dialogy na shromážděních, a zachycuje také středověké zdvořilostní normy s pečlivou věrností detailům, což může dnešního čtenáře zpomalit v jejich zdlouhavosti a nezvyklosti. Stifterův jazyk a styl, precizně propracovaný až do nejmenších detailů, tak v moderním kontextu může působit poměrně těžkopádně a neobvykle.

## Česká vydání
- Vítek: román o bojích Přemyslovců, přeložila Milena Illová, Praha: A. Svěcený, 1926. Dostupné online.
- Vítek, přeložila Jitka Fučíková, doslov napsal Ladislav Heger, Praha: Vyšehrad, 1953.
  - V roce 2005 uvedeno jako četba na pokračování (připravil Miroslav Stuchl, režie Aleš Vrzák, účinkuje Otakar Brousek).[1]
- Vítek, Brno: MOBA, 2004. Zkrácený překlad Jitky Fučíkové publikovaný bez uvedení jména překladatelky a bez souhlasu majitelů autorských práv.[2]